# SpeedSnake FREE
SpeedSnake FREE im Fort Fun Abenteuerland (Bestwig-Wasserfall, Nordrhein-Westfalen, Deutschland) ist eine Stahlachterbahn vom Modell Whirlwind des Herstellers Vekoma, die im Juni 1981 als Wirbelwind eröffnet wurde. Sie zählt zu den ältesten Attraktionen des Parks und steht im hinteren Teil des Parks neben der Marienkäferachterbahn. Eine baugleiche Anlage in Deutschland stand bis Mai 2023 im Safariland Stukenbrock unter dem Namen Flying Tiger.

## Geschichte
Die Bahn wurde 1981 unter dem Namen Wirbelwind eröffnet; 2010 wurde die Anlage in Speed Snake umbenannt, gleichzeitig bekam sie einen neuen Zug von Vekoma. Bis 2010 fuhr die Bahn in weißer und grüner Lackierung, 2014 wurde sie schwarz angestrichen, wobei jedoch die Stützen grün blieben. In der Saison 2017 bekam die Speed Snake einen neuen Zug von Sunkid Heege, der mit den modernen Beckenbügel ausgestattet ist.
Dieses Whirlwind-Modell wurde zusammen mit einem Paratower auf der Interschau 82 (Messe Düsseldorf) gezeigt. Beide Fahrten waren im Januar 1982 in Betrieb.

## Zug
Der von Arrow Dynamics gebaute Zug der Bahn hatte bis 2010 einen orange-weißem Anstrich. Der neue sich seitdem im Einsatz befindliche Zug von Vekoma ist als Schlange gestaltet. Er verfügt über sieben Wagen, in denen jeweils vier Fahrgäste Platz nehmen können (vorn und hinten jeweils zwei).
In der Saison 2017 wurde der Zug komplett ausgetauscht. Nun schließen die Sicherungsbügel auch nicht mehr von oben, sondern lediglich von unten. Durch diesen Beckenbügel kam es zur Namensänderung zu SpeedSnake FREE, weil man ein freieres Gefühl haben soll. Die Wagen sind weiterhin als Schlange gestaltet, in einem hellen Grünton.

## Fahrt
Die Fahrt beginnt mit einer 90 Grad Linkskurve, woraufhin der Zug in den Lifthill einrastet. Nachdem der Lifthill vollständig hochgefahren wurde, fährt man langsam eine Rechtskurve entlang, um dann in dem ca. 60 Grad steilen, schrägen Drop Geschwindigkeit aufzubauen. Daraufhin folgt ein Korkenzieher. Nach der nächsten schrägen Rechtskurve folgt dann der nächste Korkenzieher. Danach folgt eine sehr sanfte Rechtskurve und dann die Bremsen. Nach den Bremsen kommt eine sehr langsame Linkskurve in die Station.